# Ascha
Ascha è un comune tedesco di 1 536 abitanti, situato nel land della Baviera.